# Świniodzik

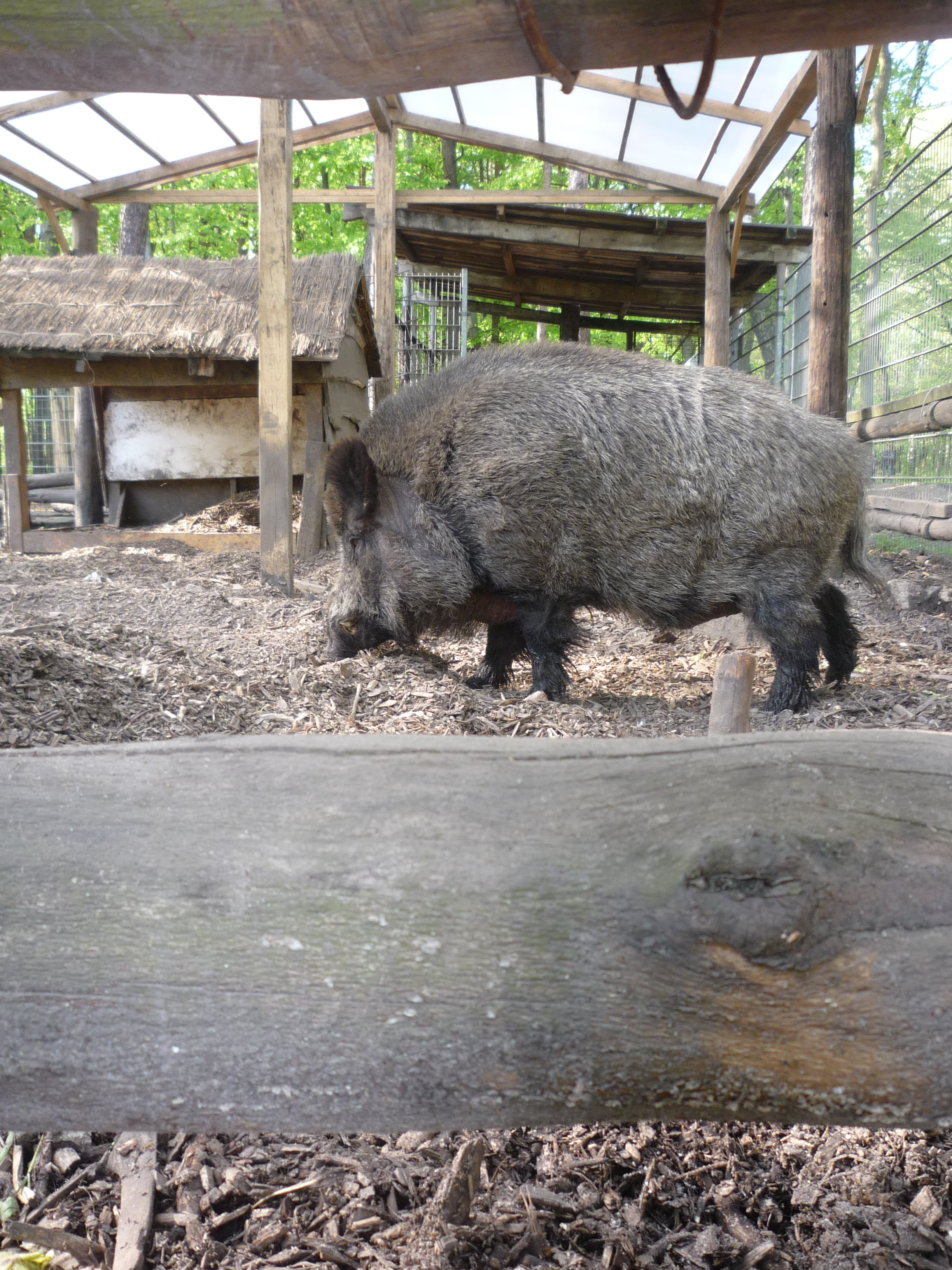
Świniodzik w nieistniejącym już mini zoo przy Parku Zielona w Dąbrowie Górniczej

Świniodzik – mieszaniec świni domowej i dzika. Przeważnie kojarzone są odyńce (samce dzika) z maciorami (samicami świni domowej).
Świniodziki są z wyglądu podobne do dzików, ale dużo spokojniejsze i mniej płochliwe od nich.
Krzyżowanie świni domowej i dzika pozwala uzyskać dość duże mioty. Zużycie paszy u świnodzików jest większe niż u świni domowej. Świniodziki są żywotne i bardziej odporne na złe czynniki środowiska.